# Самолёты Терещенко
Самолёты Терещенко — общее название нескольких серий монопланов и бипланов, выпускавшихся в России в Авиационном заводе Терещенко в течение 1911—1917 гг. и разработанные при финансировании и/или прямом участии Фёдора Федоровича Терещенко.

## Авиационный завод Терещенко
Авиационный завод Терещенко был построен в 1909 году на территории поместья Фёдора Федоровича Терещенко в посёлке Червоное.

## Модели

### Терещенко-1
Первый из самолётов серии.

### Терещенко-2
Смоделирован на основе конструкций Блерио Д. П. Григоровичем. Модель 1911 года.

### Терещенко-3
Смоделирован на основе конструкций Блерио Д. П. Григоровичем. Модель 1911 года.

### Терещенко-4
Моноплан Терещенко и Зембинского. Расчалочный моноплан. Построен Ф. Ф. Терещенко совместно с инженером Сергеем Сергеевичем Зембинским. Данная модель разбилась в марте 1912 г. когда на нём летал лётчик Г.Яновский.

### Терещенко-5 и 6
Одноместный расчалочный моноплан, который был оснащён двигателем «Гном» (сила: 80 л.с). Для данной модели Ф. Ф. Терещенко пригласил австро-французского авиатора и конструктора А. Пишофа. В 1913 году и 1914 году были реализованы три сходные модели № 5, № 5 бис и № 6. В этих моделях были короткие полозья шасси. Самолёт совершил успешные полёты в Киеве.

### Терещенко-7
Модель известна также как Самолёт Ф. Ф. Терещенко и В. П. Григорьева. Двухместный одностоечный биплан (разведчик и истребитель). В данной модели использовался двигатель «Гном-Моносупап» мощностью в 100 л. с. Модель была реализована 29 августа 1916 г. Вес: пустой — 500 кг, загруженный — 860 кг. Максимальная скорость 140 км/час.

## Интересные факты
В 1913 году самый большой самолёт в мире того времени «Илья Муромец» был сделан Игорем Сикорским тоже на средства Терещенко.